# Дахан
Дахан (перс. دخان) — село в Ірані, у дегестані Баят, у бахші Новбаран, шагрестані Саве остану Марказі. За даними перепису 2006 року, його населення становило 104 особи, що проживали у складі 28 сімей.

## Клімат
Середня річна температура становить 11,29 °C, середня максимальна – 31,01 °C, а середня мінімальна – -11,46 °C. Середня річна кількість опадів – 270 мм.
| Клімат поселення                              | Клімат поселення | Клімат поселення | Клімат поселення | Клімат поселення | Клімат поселення | Клімат поселення | Клімат поселення | Клімат поселення | Клімат поселення | Клімат поселення | Клімат поселення | Клімат поселення | Клімат поселення |
| Показник                                      | Січ.             | Лют.             | Бер.             | Квіт.            | Трав.            | Черв.            | Лип.             | Серп.            | Вер.             | Жовт.            | Лист.            | Груд.            |                  |
| Середній максимум, °C                         | 5,12             | 6,97             | 12,34            | 18,57            | 23,44            | 29,39            | 31,01            | 30,64            | 25,76            | 19,50            | 12,55            | 6,70             |                  |
| Середня температура, °C                       | −3,17            | −1,3             | 4,03             | 10,27            | 15,13            | 21,10            | 24,90            | 24,52            | 19,64            | 13,40            | 6,44             | 0,58             |                  |
| Середній мінімум, °C                          | −11,46           | −9,62            | −4,26            | 1,97             | 6,83             | 12,80            | 18,78            | 18,41            | 13,52            | 7,28             | 0,34             | −5,52            |                  |
| Норма опадів, мм                              | 37               | 36               | 47               | 40               | 33               | 5                | 1                | 1                | 0                | 11               | 23               | 36               |                  |
| Середньомісячна швидкість вітру, м/с          | 1.97             | 2.58             | 3.01             | 3.22             | 2.74             | 2.51             | 2.58             | 2.46             | 2.22             | 2.18             | 1.74             | 2.01             |                  |
| Середньомісячна сонячна радіація, кДж/м²·день | 8574             | 11471            | 14277            | 17837            | 21926            | 26578            | 25936            | 23705            | 20283            | 14701            | 10516            | 8397             |                  |
| --------------------------------------------- | ---------------- | ---------------- | ---------------- | ---------------- | ---------------- | ---------------- | ---------------- | ---------------- | ---------------- | ---------------- | ---------------- | ---------------- | ---------------- |
| Джерело:                                      |                  |                  |                  |                  |                  |                  |                  |                  |                  |                  |                  |                  |                  |